# عبد الفتاح دخان
عبد الفتاح دخان (أبو أسامة؛ 1936 - 11 أكتوبر 2023) هو أحد مؤسسي حركة المقاومة الإسلامية حماس ورفيق الشيخ أحمد ياسين والشيخ حماد الحسنات، كما كان عضوًا في المجلس التشريعي الفلسطيني 2006، وأحد المبعدين الفلسطينيين إلى مرج الزهور، ينتمي للمنطقة الوسطى بغزة حيث يسكن في مخيم النصيرات. عبد الفتاح دخان هو والد الشهيدين طارق دخان وزيد دخان ووالد الأسير المحرر محمد دخان ووالد الجريحان عمر دخان وبلال دخان.

## حياته
وُلد عبد الفتاح حسن عبد الرحمن دخان عام 1936 في قرية عراق سويدان. تلقى تعليمه الابتدائي في البلدة، ومع أحداث حرب النكبة عام 1948 أكمل دراسته في مدارس اللاجئين في مخيم النصيرات ومخيم البريج. حصل على درجة البكالوريوس في الجغرافيا من جامعة القاهرة عام 1961. كما عمل مدرسًا في مدارس وكالة غوث اللاجئين، وبعدها أصبحًا مديرًا لعدة مدارس في قطاع غزة، وبقي كذلك حتى تقاعده عام 1996.
كان قد سُجن لدى الاحتلال الإسرائيلي عدة مرات، وأبعد إلى مرج الزهور. سجن لدى السلطة الوطنية الفلسطينية لمدة 3 شهور. عمل أخيرًا عضوًا في المجلس التشريعي الفلسطيني 2006 عن كتلة التغيير والإصلاح بمحافظة دير البلح وسط قطاع غزة.
صدر له كتاب «الإخوان المسلمون والقضية الفلسطينية في القرن العشرين» عام 2000، كما له عدد من الدراسات المنشورة في الدوريات الفلسطينية المتخصصة.

## وفاته
تُوفي بعد صراع طويلٍ مع المرض في 11 أكتوبر/تشرين الأول 2023 الموافق 26 ربيع الأول 1445 هـ. كما نعته حركة المقاومة الإسلامية في بيانٍ لها «إنَّنا في حركة حماس، وإذ ننعى القائد الكبير والشيخ الجليل النائب في المجلس التشريعي عبد الفتّاح دخان، الذي وافته المنيّة اليوم بعد حياة حافلة بالعطاء والتربية والدَّعوة، ومسيرة مظفرة بالإعداد والجهاد والمقاومة...... ونؤكّد أنَّ معركة شعبنا ومقاومته الباسلة في طوفان الأقصى مستمرة، تستلهم من مسيرة وسيرة القادة الشهداء الكبار، معالم التضحية والإرادة والصمود، حتى تحقيق تطلعات شعبنا في تحرير الأرض والمقدسات».